# Răcăciuni
Răcăciuni è un comune della Romania di 8 307 abitanti, ubicato nel distretto di Bacău, nella regione storica della Moldavia.
Il comune è formato dall'unione di 7 villaggi: Ciucani, Dumbrăveni, Fundu Răcăciuni, Gheorghe Doja, Gisteni, Răcăciuni, Răstoaca.